# 13117 Pondicherry
A 13117 Pondicherry (ideiglenes jelöléssel 1993 TW38) a Naprendszer kisbolygóövében található aszteroida. Eric Walter Elst fedezte fel 1993. október 9-én.